# Moskowskoje (Kaliningrad, Bagrationowsk, Pogranitschny)
Moskowskoje (russisch Московское, deutsch Partheinen und Mükühnen, litauisch Partėnai und Mukūnai) ist ein Ort im Südwesten der russischen Oblast Kaliningrad (Königsberger Gebiet) und gehört zur Pogranitschnoje selskoje posselenije (Landgemeinde Pogranitschny (Hermsdorf)) im Rajon Bagrationowsk (Kreis Preußisch Eylau). Moskowskoje umfasst zwei ehemals selbständige Ortsteile.

## Geographische Lage
Moskowskoje liegt neun Kilometer nordöstlich der früheren Kreisstadt Mamonowo (Heiligenbeil) und ist über eine Stichstraße zu erreichen, die von Pjatidoroschnoje (Bladiau) an der russischen Regionalstraße 27A-020. (frühere russische A 194, ehemalige deutsche Reichsstraße 1 und auch Europastraße 28) von der polnischen Grenze bei Gronowo (Grunau) bei Braniewo (Braunsberg) nach Kaliningrad (Königsberg (Preußen)) führt.
Die nächste Bahnstation ist das zwei Kilometer entfernte Primorskoje-Nowoje (Wolittnick) an der früheren Preußischen Ostbahn von Malbork (Marienburg) nach Kaliningrad (Königsberg).

## Geschichte

### Bis 1945

#### Moskowskoje/Partheinen
Der früher Partheinen genannte Ortsteil Moskowskojes wird im Jahre 1468 erstmals urkundlich erwähnt. Damals gehörte das Land vier Freien, darunter wohl auch die prußische Familien Parthein und Portugall, deren Stammsitz hier gewesen sein wird und die bis 1812 auf dem Nachbargut Mükühnen (heute russisch: Moskowskoje, bis 1992: Nekrassowo) saßen.

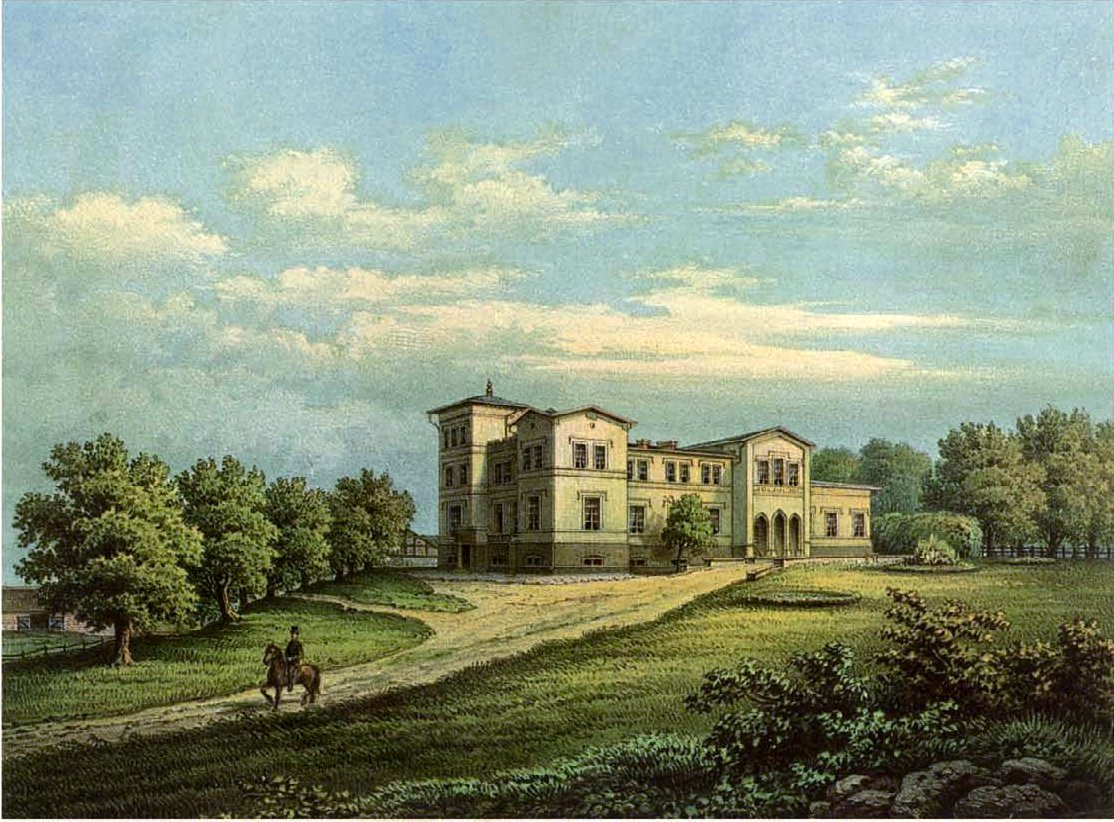
Gut Partheinen um 1860, Sammlung Alexander Duncker

Im Jahre 1474 bestätigt der Hochmeister Heinrich von Richtenberg den Brüdern Thomas und Gericke von Parthein die Handfeste über eine Fläche von 24 Hufen in Partheinen.
Das Gut wurde bald geteilt, und die nachfolgenden Besitzer wechselten häufig. 1543/45 war es im Eigentum von Hans von Gaudecker, genannt Wargel, dessen Familie es bis 1721 in ihrem Besitz hatte. Im Jahre 1721 erwarb das Gut Wilhelm Albrecht von und zu Massenbach-Stuthenen (1661–1739) nach seiner Heirat mit Helene Katharina von Gaudecker. Wiederum durch Heirat gelangte Partheinen in den Besitz der Familie von Glasow, der es bis 1945 gehörte. Letzter Gutsherr auf Partheinen war Ernst Gustav Elimar von Glasow (1897–1969).
Rudolf Adam Ernst von Glasow (1836–1875) hatte um 1860 das spätklassizistische Herrenhaus im italienischen Villenstil errichtet, das in der Gutshausarchitektur große Aufmerksamkeit fand. Nach 1964 wurden die Gebäude abgerissen.
Im Jahre 1910 zählte der Gutsbezirk Partheinen 160 Einwohner. Die Zahl stieg nach Bildung der Gemeinde Partheinen auf 499 im Jahre 1933 und betrug 1939 noch 458.
Bis 1945 gehörte Partheinen zum Landkreis Heiligenbeil im Regierungsbezirk Königsberg der preußischen Provinz Ostpreußen. Bis 1929 war es in den Amtsbezirk Balga (nach 1945 russisch Wessjoloje, heute keine eigenständige Ortschaft mehr) integriert, kam 1929 zum Amt Stuthenen (heute nicht mehr existent), das noch im gleichen Jahr in das Amt Wolittnick (Primorskoje) umbenannt wurde, dem bis 1945 die drei Gemeinden Wolittnick, Bolbitten (heute nicht mehr existent) und Partheinen zugehörten.
Seit 1945 gehört der nun Moskowskoje genannte Ort zur sowjetischen bzw. russischen Oblast Kaliningrad innerhalb des Rajon Bagrationowsk (Kreis Preußisch Eylau).

#### Moskowskoje (Nekrassowo)/Mükühnen
Der seinerzeit Mükühnen genannte Ortsteil Moskowskojes liegt 1 Kilometer nordöstlich vom früheren Partheinen und zehn Kilometer nordöstlich der früheren Kreisstadt Mamonowo (Heiligenbeil). Von 1874 bis 1928 gehörte der Ort zum Amtsbezirk Balga (russisch: Wessjoloje) im Landkreis Heiligenbeil im Regierungsbezirk Königsberg der preußischen Provinz Ostpreußen. Im Jahre 1910 zählte man hier 117 Einwohner.
Am 30. September 1928 schloss sich der Gutsbezirk Mükühnen mit den Gutsbezirken Partheinen und Stuthenen zur neuen Landgemeinde Partheinen zusammen, die am 12. Juli 1929 zum Amtsbezirk Stuthenen kam, der kurz danach in Amtsbezirk Wolittnick (Primorskoje) umbenannt wurde. 
Mükühnen kam wie Partheinen 1945 zur Sowjetunion und erhielt den russischen Namen Nekrassowo.

### Seit 1947
Die beiden seit 1947 „Moskowskoje“ bzw. seit 1950 „Nekrassowo“ genannten früheren Dörfer Partheinen bzw. Mükühnen waren bis 2009 in den Pjatidoroschni selski sowjet (Dorfsowjet Pjatidoroschnoje (Bladiau)) eingegliedert. 1993 wurde Nekrassowo in den Nachbarort eingemeindet und trägt seither deren Namen Moskowskoje. Seit einer Struktur- und Verwaltungsreform gehört das vereinte Moskowskoje als „Siedlung“ (russisch: possjolok) eingestufte Ortschaft zur Pogranitschnoje selskoje posselenije (Landgemeinde Pogranitschny (Hermsdorf)). Außerdem sind die vor 1945 im Landkreis Heiligenbeil gelegenen Orte in den Rajon Bagrationowsk (Kreis Preußisch Eylau) „gewechselt“.

## Kirche
Der Schulort Partheinen und das Gutsdorf Mükühnen gehörten bis 1945 zu den 47 Ortschaften des evangelischen Kirchspiels Bladiau (heute russisch: Pjatidoroschnoje). Der Pfarrsprengel gehörte zum Kirchenkreis Heiligenbeil (Mamonowo) in der Kirchenprovinz Ostpreußen der Kirche der Altpreußischen Union. Letzter deutscher Geistlicher war Pfarrer Heinrich Geiger.
Die katholischen Kirchenglieder waren in das Bistum Ermland eingegliedert.
Heute liegt Moskowskoje im Einzugsbereich der in den 1990er Jahren neugegründeten evangelischen Gemeinde Mamonowo (Heiligenbeil). Sie ist eine Filialgemeinde der Auferstehungskirche in Kaliningrad (Königsberg) innerhalb der Propstei Kaliningrad der Evangelisch-lutherischen Kirche Europäisches Russland (ELKER).

## Persönlichkeiten
- Albrecht von Glasow (1851–1927), deutscher Rittergutsbesitzer und Parlamentarier
- Ernst von Glasow (1897–1969), deutscher Gutsbesitzer und  Maler
- Gabriele von Glasow (1928–2004), deutsche Malerin, Gesangspädagogin und Sängerin